# Decisione (sport)
Negli sport da combattimento, la decisione è il risultato di un incontro determinato dai giudici di gara qualora la lotta non si sia conclusa per knock-out.

## Punteggio
Se nessuno dei due atleti in gara è stato sconfitto per knock-out, l'esito dell'incontro è rimesso alla votazione dei giudici. Il loro numero è variabile: nel pugilato e nelle arti marziali miste, per esempio, ve ne sono tre.
Nei sistemi di assegnazione a 10 punti, i giudici conferiscono il massimo punteggio all'atleta che ritengono vincitore della ripresa; all'avversario è invece riconosciuto un punteggio minore, di norma non superiore a 9. Tale calcolo non tiene conto degli eventuali punti di penalità inflitti dall'arbitro. Viene così dichiarato vincitore dell'incontro il lottatore che si è imposto nel maggior numero di riprese, oppure ha totalizzato il punteggio più alto. Basandosi su un conteggio aritmetico, il sistema lascia aperta la strada ad un possibile pareggio.

## Sport in cui è utilizzata
Si fa ricorso alla decisione nei principali sport di lotta, tra cui le arti marziali miste e il pugilato.